# Казанское адмиралтейство
Казанское адмиралтейство — располагавшееся в Казани наиболее крупное адмиралтейство на реке Волге, фактически объединявшее всё волжское судостроение. Преимущественно обеспечивало строительство судов для Каспийского моря и Волжского бассейна. Кроме того, снабжало русские верфи на Балтийском море казанским дубом. Отдельные корабельные части нередко изготавливались непосредственно в Казанском адмиралтействе под руководством советников из Главного адмиралтейства.

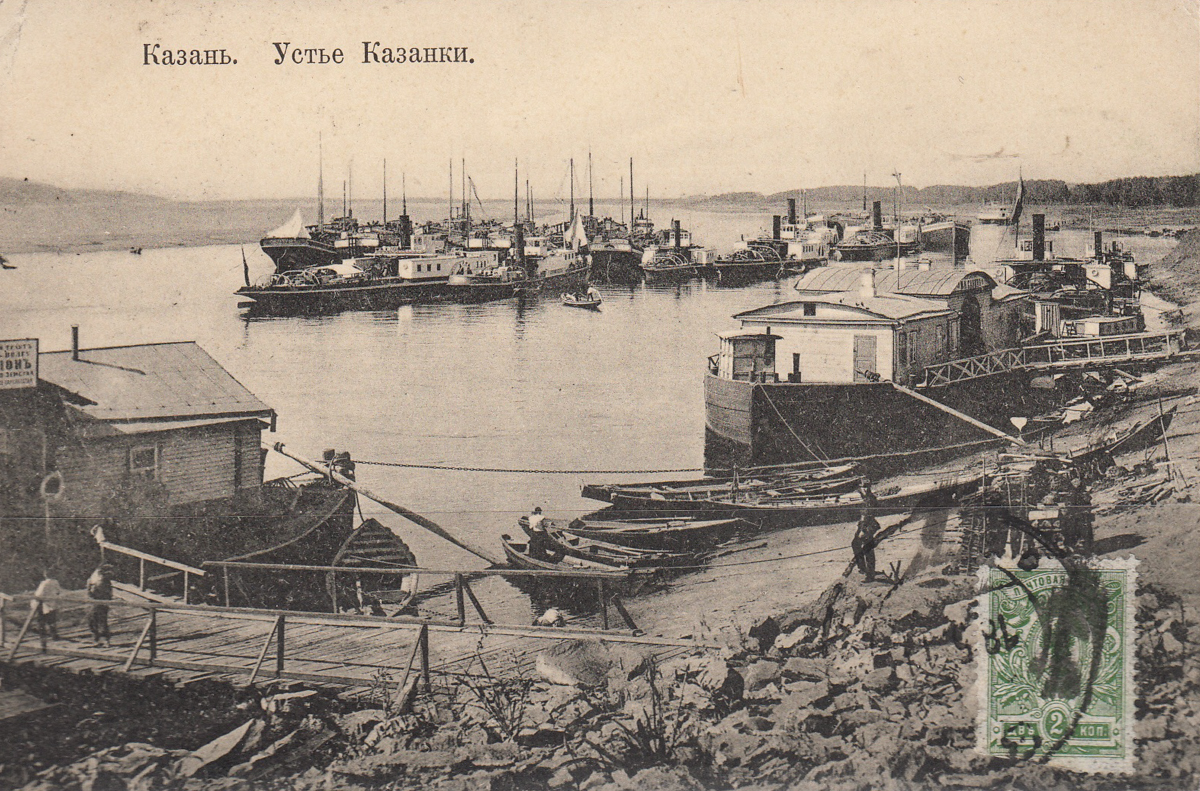

## История
При создании русского флота Пётр I обратил внимание на богатые лесами окрестности Казани. Наличие корабельного леса и удобное географическое положение города создавали подходящие условия для создания здесь кораблестроительной базы будущей Каспийской флотилии для войн с Персией.

18 июля 1709 года в наставлении капитану Феодосию Моисеевичу Скляеву он приказывает: 
немедля послать в Казань из лучшева подмастерья, который бы мог приуготовлять корабельные леса от 80 до 48 пушек
Уже в XVII веке в Казани строились речные и морские суда. В 1701—1702 годах в устье реки Казанка и в Услонском районе у Волги было построено несколько десятков 
судов для прибрежного плавания, таких как шмак и кат. Размеры судов достигали 31 метра в длину, 7 метров в ширину и 2,7 метра в глубину, а также вооружались 16 пушками.
Постройкой судов занимались 10 мастеров и подмастерьев. Из доклада капитана А. Рейса Ф.А. Головину, в 1706 году в Казани был 121 корабль, из которых 25 были пригодны к войне.
В 1706—1713 годах казанская речная флотилия из пяти шмаков и одной яхты отправилась в плавание из Казани до С-Петербурга. В семилетнем переходе с многочисленными зимовками кораблям удалось дойти до окраин Новгорода, когда корабли пришли в полную негодность и были покинуты. В 1710 году губернатором П.М. Апраксиным из Казани в С-Петербург был отправлен караван из 70 стругов и 120 завозней гружёных лесом. Всего за пять месяцев караван преодолел половину пути, дойдя до реки Тверца, где встал на зимовку.
В 1710 году из Казани на Балтику по только что выстроенным каналам перешли пять кораблей, а спустя некоторое время ещё восемь судов были отправлены на Азовское море. В 1716 году в Казани было построено 15 разборных скампавей, отправленных в качестве подарка союзной Дании.
31 января 1718 года по указу Петра I вице-губернатору Н. А. Кудрявцеву надлежало изыскать несколько сот человек для корабельных работ и поселить их в удобном месте, а для их обучения прислать несколько адмиралтейских плотников. Образуется Адмиралтейская слобода, располагавшаяся на пашенной земле Зилантова Успенского монастыря на правом берегу реки Казанки у татарского села Бишбалта. Кроме того, верфи разместились в Верхнем и Нижнем Услонах. В 1719 году учреждается «Кантора-канцелярия корабельных дел» для заготовки леса и последующего изготовления судов. С 1728 года она называлась «Казанской лесной канторой», а с 1733 года — «Адмиралтейской канторой». В 1753 году, после пожара 1742 года, для конторы было построено каменное здание. Термин «Казанское адмиралтейство» и первое штатное расписание в документации архивов морского ведомства впервые встречается в 1727 году.
Суда, построенные в Казанском адмиралтействе, принимали участие в Персидском походе, русско-персидской войне (1804—1813), военно-исследовательской экспедиции Николая Муравьева-Карского к юго-восточному берегу Каспийского моря, боролись с пиратством на Волге и Каспии.
В 1820-е годы ввиду неудобства проводки больших морских судов из Казани до Каспия было решено строить суда в Астрахани. В 1829 году Казанское адмиралтейство было упразднено.

## Структура
Включало три верфи:
- Казанскую (1718—1830) — главная верфь, состояла из 7 эллингов и большого числа мастерских, складов). Здесь было построено около 400 судов (в том числе 70 гекботов, 12 фрегатов, 7 бомбардирских кораблей, 1 корвет, 5 бригов, 12 палубных ботов, 2 бригантины, 1 тендер, 12 галиотов, 4 люгера, 1 большой транспорт, 18 гардкоутов, 4 эмбенских бота, 8 военных иолов, 52 шмака, 13 гукоров)
- Астраханскую (1722—1827) — входила в состав Казанского адмиралтейства до учреждения Астраханского адмиралтейства. За это время на верфи спущено на воду несколько десятков судов ботового и лодочного типов
- Нижегородскую (1722—1830) — спущено на воду около 50 судов (в том числе 15 гекботов, 5 железных пароходов, 2 эверса и 4 паровых шхуны).

## Корабельные мастера
- Мокей Черкасов
- Андрей Алатчанинов
- Филипп Петрович Пальчиков
- Гаврила Авдеевич Меншиков
- Иван Степанович Рамбург
- Роберт Гардлий
- В. Д. Власов
- Е. И. Кошкин
- А. П. Антипьев

## Руководители
Первым руководителем Казанского адмиралтейства был вице-губернатор Н. А. Кудрявцев.

## Источник
Морской энциклопедический словарь. В трёх томах. Том 2. Под. ред. В. В. Дмитриева. СПб.: Судостроение. 1993 год. 584 стр. ISBN 5-7355-0281-6